# Cinnamomum rivulorum
Espèce
Statut de conservation UICN

 CR B1+2c : 
En danger critique
Cinnamomum rivulorum est une espèce de plantes à fleurs de la famille des Lauraceae.

## Publication originale
- Revised Handbook to the Flora of Ceylon 9: 128. 1995.